# 堺市母娘殺傷事件
堺市母娘殺傷事件（さかいしおやこさっしょうじけん）とは、2006年（平成18年）1月10日に大阪府堺市で発生した事件。被疑者は逮捕されておらず、2025年（令和7年）現在も未解決となっている。

## 概要
2006年（平成18年）1月10日の午後2時頃、大阪府堺市神野町の弁理士の家で玄関のインターホンが鳴り、最初に応対に出た弁理士の妻（当時51歳）が男に刺された。トイレで悲鳴を聞き玄関に出て行った次女（当時21歳）が玄関のドアを開けた際、外にいた男にいきなり切りつけられ、トイレに逃げ込んだ。その後外の物音がしなくなったことを確認し次女が外を確認すると、玄関に血まみれで倒れている母親を発見した。
母親は首など約10か所を刺されており、病院に搬送されたが間もなく死亡し、次女も首などに軽傷を負った。
大阪府警察刑事部捜査第一課は殺人事件と断定して西堺警察署に捜査本部を設置し、捜査を開始。
事件が発生する約30分前、近隣住民が現場から約100メートル離れた府道を、次女の目撃情報とよく似た若い男が自転車に乗って東方向に向かうところを目撃していた。

## 捜査経過
母親が倒れていた場所から約10m離れたところに、凶器とみられる血のついた文化包丁が落ちていた。室内からはスポーツシューズで上がり込んだ跡や血を踏んだ跡が残されており、玄関から土足で侵入していきなり妻を襲った後、和室に逃げる妻を追跡してさらに切りつけたと見られる。
男は包丁の柄と持ち手の間に粘着テープを何重にも巻く細工をしていた。これは、刃物で強く刺した場合に自傷を防止するための細工と思われる。こうしたことから、事前に狙いを定めた上で明確な殺意を持って犯行に及んだと考えられる。
次女の目撃証言があり、現場には犯人の短パン（灰色の地にコンバースのロゴ入り）が残されている。犯人を目撃した次女によると「犯人は知らない人だった。目がギラギラしていた」と答えている。
男は上着に大量の返り血を浴びたまま被害者宅周辺から北西へ延びる道路上を逃走し、走りながら左手に付いた血を上着でぬぐうようなしぐさを見せている姿が近隣住民に目撃されている。捜査機関は怨恨と通り魔の両面から捜査をしているが犯人は特定できていない。
2007年（平成19年）5月1日に第1回捜査特別報奨金制度の対象となった。しかし、その後も捜査の進展はなく、有力な手掛かりが得られていない状況が続いている。

## 犯人
次女の目撃証言などによると、犯人は以下の通り。
- 年齢は推定20歳〜30歳代。
- 身長は170センチメートルくらい。
- 体格は痩せ型。
- 色白でひげが濃く、頬がこけている。